# 美国党
美国党（英語：America Party）是美国的一个政党，最初于2025年6月5日由美国亿万富翁埃隆·马斯克提出，并在与美國總統唐纳德·特朗普发生争执后于7月5日宣布成立，但尚未确定是否在联邦选举委员会正式註册。

## 背景与历史
|           | 埃隆·马斯克 | Twitter的logo，一个风格化的小蓝鸟 |
| @elonmusk |             | Twitter的logo，一个风格化的小蓝鸟 |

是时候在美国创建一个能真正代表中间80%民众的新政党了吗？
| \| \| \| \| \| \| \| 是 \| 是 \| \| 80.4% \| 80.4% \| \| 否 \| 否 \| \| 19.6% \| 19.6% \| \| 5,630,775票 · 最终结果 \| \| \| \| \| |    |  |       |       |
| |    |  |       |       |
| 是 | 是 |  | 80.4% | 80.4% |
| 否 | 否 |  | 19.6% | 19.6% |
| 5,630,775票 · 最终结果 |    |  |       |       |

2025年6月5日
埃隆·马斯克在唐纳德·特朗普再次赢得2024年美国总统选举中扮演着重要角色。2025年6月，此时已经是前总统顾问的马斯克与特朗普就当时提出的《大而美法案》中的条款发生争执。6月5日，特朗普在会见德国总理弗里德里希·默茨时公开批评马斯克，争端进一步升级。在X上发表一系列谴责特朗普的帖子中，马斯克提议成立一个代表“中间80%”的政党，并附上一份允许用户投票“是”或“否”的调查问卷。次日，民意调查结束，约80%的受访者投了赞成票。在宣布应该根据民意调查成立一个政党几分钟后，马斯克将其命名为“美国党”。在该党成立之前，一些反对两党制的政党和个人曾试图争取马斯克的支持。在接受《政客》采访时，楊安澤寻求与马斯克合作，共同建立一个政党，或支持楊安澤的前进党。马斯克此前曾在2020年总统竞选中支持楊安澤。自由意志主义全国委员会主席史蒂文·内哈伊拉于7月提议与马斯克合作。
据路透社报道，尽管马斯克寻求与特朗普达成解决方案并与特朗普政府进行接触，但他对成立美国党的态度是“认真的”。当月晚些时候，随着《大而美法案》在参议院接近投票，他发誓如果该法案获得通过，他将组建美国党，并承诺支持向投票支持该法案的共和党人发起初选挑战。数天后，《大而美法案》回到众议院投票，并于7月3日获得通过。马斯克概述了一项潜在的选举策略，并于次日进行第二次民意调查。他将共和党和民主党都称为“单一政党”，批评他们未能提供真正的替代方案。
人们普遍认为，马斯克建立一个可行的第三党派的可能性很小。《华盛顿邮报》指出，尽管马斯克拥有足够的财富来建立一个政党，但他商业生涯的复杂情况、他无力影响2025年威斯康星州最高法院选举，以及他在政府效率部工作导致的支持率下降，都可能阻碍他的努力。此外，美国党还面临着选票获取问题。
|           | 埃隆·马斯克 | Twitter的logo，一个风格化的小蓝鸟 |
| @elonmusk |             | Twitter的logo，一个风格化的小蓝鸟 |

独立日正是你问自己是否想摆脱两党（有人会说是一党）体制的绝佳时机！
我们应该成立美国党吗？
| \| \| \| \| \| \| \| 是 \| 是 \| \| 65.4% \| 65.4% \| \| 否 \| 否 \| \| 34.6% \| 34.6% \| \| 1,248,856票 · 最终结果 \| \| \| \| \| |    |  |       |       |
| |    |  |       |       |
| 是 | 是 |  | 65.4% | 65.4% |
| 否 | 否 |  | 34.6% | 34.6% |
| 1,248,856票 · 最终结果 |    |  |       |       |

2025年7月4日
据《纽约时报》报道，在马斯克宣布成立新政党的几天前，他曾与盟友进行过概念性（而非务实性）的会谈。7月4日，马斯克在X平台上进行了第二次民意调查，询问美国民众是否希望“摆脱两党制（有人称之为一党制）”。民意调查于次日（7月5日）结束，约65%的受访者投票支持新政党。同日，马斯克宣布成立美国党。
合众国际社7月5日报道称，马斯克并未透露他是否已向负责监督美国联邦选举的联邦选举委员会登记该政党。此后，该政党并未立即在联邦选举委员会的网站出现有关信息。7月6日，马克·库班和安東尼·斯卡拉姆齊宣布“有兴趣”支持该政党，并提供援助以使该政党进入州选举。同一天，财政部长斯科特·贝森特表示：“我猜想那些董事会不喜欢马斯克昨天的声明，并将鼓励他专注于商业活动，而不是政治活动。”贝森特此前曾在马斯克领导政府效率部时与他发生过争执，据称还发生了肢体冲突。
唐纳德·特朗普在7月7日发布于Truth Social的帖子中表示，他“伤心地看到埃隆·马斯克彻底‘脱轨’，在过去五周里基本上变成了一场车祸。”尽管马斯克尚未向联邦选举委员会提交组建政党的申请，也未采取任何实际步骤来组建政党。

## 政党理念
马斯克表示美国党的核心理念是削减国家赤字。同时也专注于去管制化、自由贸易以及引进人才，主张该党在财政上采取保守主义。纽约时报的社论认为其政治理念被舆论认为是同时批评了民主与共和两党，因此不能简单将其理念归类为全球主义或新自由主义。

## 组织
马斯克出生于南非，是归化美国公民，因此并无竞选美国总统的资格。他也没有透露美国党将由谁领导，以及美国党的结构性质。

## 选举策略
评论家内特·科恩认为，如果唐纳德·特朗普和乔·拜登造成的惨淡经济状况加剧了人们对两党制的不满，那么美国党可以在2028年选举中获得合法性。Vox认为，马斯克可能会在2026年选举中对共和党产生负面影响，因为他将重点放在众议院和参议院的竞争席位上，从而获得倾向于未来主义者和自由意志主义者的选民联盟。
Quantus Insights七月份的一项初步调查显示，如果埃隆·马斯克成立第三个政党，约40%的美国人会支持马斯克。14%的人表示他们“非常有可能”投票支持，26%的人表示“有点可能”，38%的人表示不太可能支持，其余的人则表示不确定。调查显示，男性共和党人和近一半的独立男性对此表现出浓厚兴趣，而年龄较大的选民和民主党选民则持怀疑态度。
然而，《纽约时报》也指出，尽管“民意调查早已表明，美国人渴望在两大政党之外找到一个选择”，但这并未转化为对第三党的真正支持。该报指出，一些理想主义改革派人士试图创建第三党，但都以失败告终，包括20世纪90年代罗斯·佩罗领导的改革党，以及近期的“团结美国”和“无党派联盟”，以及楊安澤领导的“前进党”。文章还强调，马斯克声称将通过第三党从根本上重塑美国政治的不着边际的说法“表明他几乎没有花时间研究州选票获取和联邦竞选财务法律”，并指出，在单个州获得选票都需要经过“错综复杂的程序”，更不用说在所有50个州了。此外，纽约州还禁止所有政党在其名称中使用“American”一词。《纽约时报》得出的结论是，对于马斯克来说，劫持自由党比成立自己的政党更容易、更便宜，因为自由党中已经有忠于马斯克的分子。
MSNBC还就马斯克的政党表示“无限的金钱也无法弥补对选举法、政治学或美国历史的不了解”。文章还指出，近年来表现最好的第三党是2016年的加里·约翰逊，但他仅获得了3.7%的选票。MSNBC还指出了杨安泽和前进党、佩罗和改革党以及无党派人士，同时指出Unity08和2012年Americans Elect的失败，以及小罗伯特·F·肯尼迪2024年竞选总统的失败。MSNBC的结论是，马斯克正在将整个政党的重心放在赢得支持特朗普的共和党人的支持上，而如果特朗普是他的主要对手，这种情况就永远不会发生。
为《政客》撰稿的亚历克斯·伯恩斯仍然乐观地认为，如果马斯克避免试图寻求真正的“中间派”观点，他最终或许能摆脱其他第三方所受制于的平庸。他认为，马斯克和他的政党应该在问题上表明明确的党派立场，但要将传统的右翼观点与左翼观点融合在一起。伯恩斯认为，马斯克的三大政策应该是：专注于反对特朗普的关税并倡导自由贸易、推行财政保守主义以及维护技术官僚的利益。
7月初，马斯克表示美国党将专注于“两到三个参议院席位”和“八到十个众议院选区”，作为“对有争议的法律的决定性投票”，并代表公共意志。马斯克后来表示，该党将参加2026年选举，并将他的策略与希腊将军伊巴密浓达在留克特拉战役中使用的策略进行了比较，即“在战场上的精确位置集中兵力”。他还表示，该党将与民主党和共和党分开举行党团会议，之后将与“两党进行立法讨论”。